# ماتسودایرا یاسوهیده

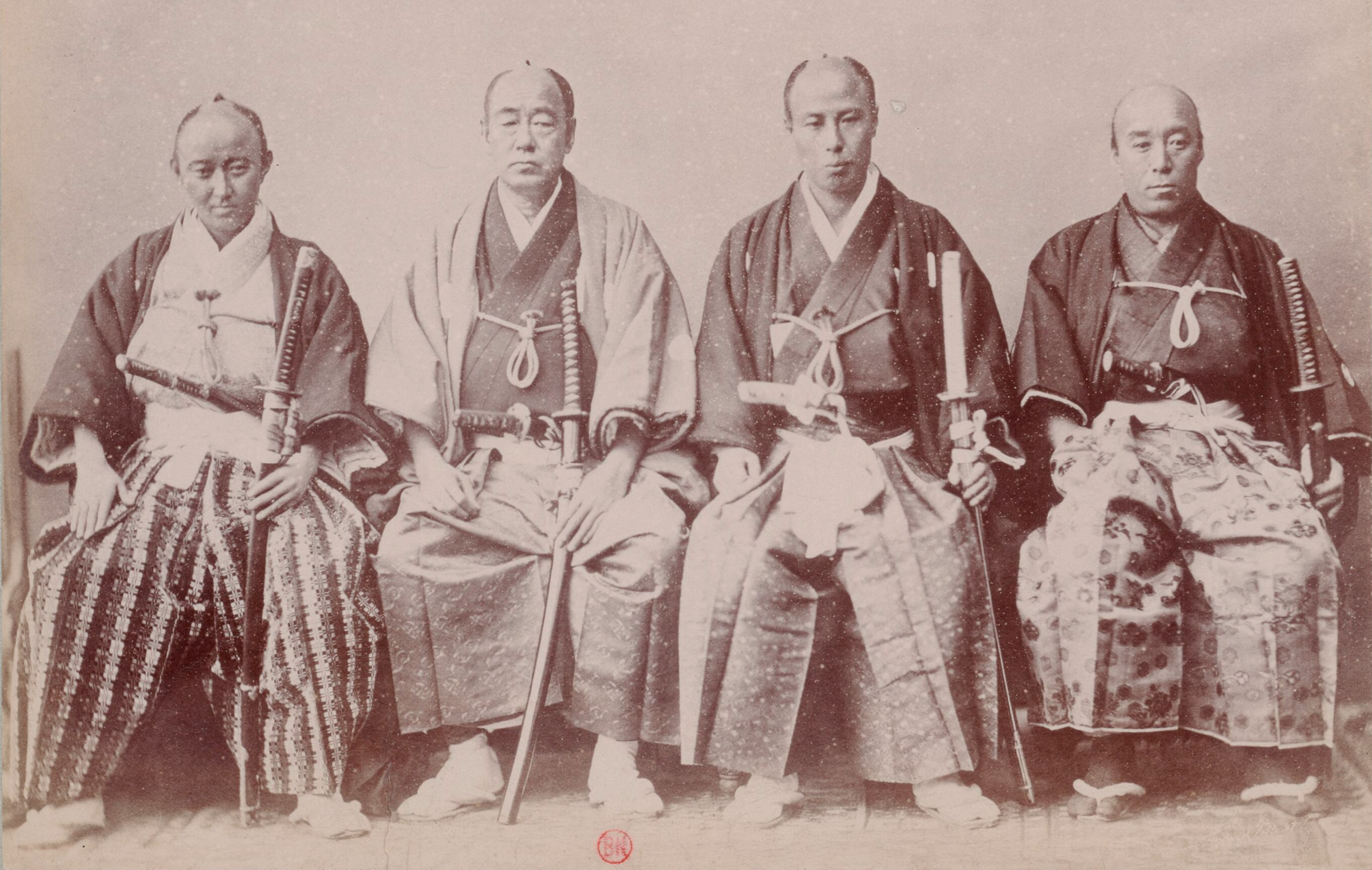
چهار عضو نخستین هیئت اعزامی ژاپن به اروپا (۱۸۶۲) توسط شوگون‌سالاری توکوگاوا در سال ۱۸۶۲. از چپ به راست: ماتسودایرا یاسوهیده، تاکه‌نوئوچی یاسونوری، کیوگوکو تاکاکی و شیباتا تاکه‌ناکا در طول اولین مأموریت دیپلماتیک ژاپن در اروپا. عکس توسط عکاس فرانسوی گاسپارد-فلیکس تورناچون در آتلیه نادار در مکان: ۳۵، بلوار کاپوچینز، [پاریس] گرفته شده است.

ماتسودایرا یاسوهیده (انگلیسی: Matsudaira Yasuhide; ۱۶ ژوئیهٔ ۱۸۳۰ – ۵ ژوئیهٔ ۱۹۰۴) سیاستمدار و اومه‌تسوکه (در سال ۱۸۶۴ میلادی)، بوگیو و روجو در دوره ادو اهل ژاپن بود.